# Seay-Nunatak
Der Seay-Nunatak ist ein 1460 m hoher Nunatak im westantarktischen Queen Elizabeth Land. Am südöstlichen Ausläufer der Neptune Range in den Pensacola Mountains ragt er 5 km südlich des Hill-Nunataks auf.
Der United States Geological Survey kartierte ihn anhand eigener Vermessungen und Luftaufnahmen der United States Navy aus den Jahren von 1956 bis 1966. Das Advisory Committee on Antarctic Names benannte ihn 1968 nach William K. Seay, Installateur auf der Ellsworth-Station im antarktischen Winter 1958.